# Governo Provisório da República da Coreia
O Governo Provisório da República da Coreia (hangul: 대한민국임시정부; hanja: 大韓民國臨時政府; rr: Daehanmin(-)guk Imsijeongbu; MR: Taehanmin'guk Imsijŏngbu) foi um governo no exílio parcialmente reconhecido, estabelecido em Xangai, China, e, posteriormente, em Xunquim, durante a ocupação japonesa da Coreia.

## História
Em 11 de abril de 1919, pouco depois do Movimento Primeiro de Março, foi promulgada a Constituição Provisória de uma futura "República da Coreia", que teria como território aquele do extinto Império Coreano. Essa constituição previa um sistema presidencialista com três poderes: executivo, legislativo e judiciário.
Ao longo do tempo, o Governo Provisório da República da Coreia receberia apoio econômico e militar do Kuomintang da China, da União Soviética e da França.
Em sua formação inicial, tiveram destaque: dois integrantes da Associação Nacional Coreana:
- Syngman Rhee: primeiro presidente; e
- An Changho: primeiro chefe de gabinete.[9]

O governo provisório coordenou ações da resistência armada contra o exército imperial japonês durante as décadas de 1920 e 1930, incluindo: a Batalha de Fengwudonga, em junho de 1920; a Batalha de Qingshanli, em outubro de 1920; e o atentado contra autoridades japonesas em Xangai, em abril de 1932 (vide: Yoon Bong-Gil).
Em 1940, foi formado o Exército de Libertação da Coreia, que reuniu quase todos os grupos de resistência coreanos no exílio e lutou em conjunto com os chineses contra tropas japonesas na China e em algumas partes do Sudeste Asiático.
Em 9 de dezembro de 1941, declarou guerra contra as Potências do Eixo, Japão e Alemanha.
No final da Segunda Guerra Mundial, o Exército de Libertação da Coreia estava preparando um ataque contra as forças imperiais japonesas em território coreano, em conjunto com a Agência de Serviços Estratégicos dos Estados Unidos, mas a rendição do Japão impediu a execução do plano.
O objetivo de libertar a Coreia da ocupação japonesa, foi alcançado com a rendição japonesa no dia 2 de setembro de 1945, mas o Governo Provisório não assumiu o controle da Coreia.
Após o fim da Segunda Guerra Mundial, os EUA e a URSS posicionaram suas forças na Península Coreana. A URSS ocupou a metade norte da Península Coreana e formou a Administração Civil Soviética. Na parte sul da Península Coreana, os EUA formaram o Governo militar do Exército dos Estados Unidos na Coreia.
Os principais integrantes do Governo Provisório Coreano discordaram do sistema de tutela aplicado à Península Coreana, dentre eles: Lyuh Woon-hyung, de centro-esquerda, e Kim Kyu-sik, de centro-direita.
No entanto, o presidente dos Estados Unidos, Harry S. Truman, declarou a Doutrina Truman em março de 1947. Essa doutrina acelerou o que seria a Guerra Fria e deixou implicações duradouras na Península Coreana.
Em 15 de agosto de 1948, o organismo foi dissolvido. Syngman Rhee, que foi o seu primeiro presidente, tornou-se o primeiro Presidente da Coreia do Sul, em 1948. O atual governo sul-coreano afirma, por meio da constituição emendada de 1987 da Coreia do Sul, que há continuidade entre o KPG e o atual estado sul-coreano, embora isso tenha sido criticado por alguns historiadores como constituindo um revisionismo.
Os edifícios utilizados pelo Governo Provisório em Xangai e Xunquim, foram transformados em museus.

## Lista de presidentes
- Syngman Rhee (11 de setembro de 1919 - 21 de março de 1925) - Deposto pela assembleia provisória
- Yi Dong-nyeong (16 de junho de 1924 - 11 de dezembro de 1924) - Atuante
- Park Eun-sik (11 de dezembro de 1924 - 24 de março de 1925) - Atuante
- Park Eun-sik (24 de março de 1925 - setembro de 1925)
- Yi Yu-pil (setembro de 1925) - Atuante
- Yi Sang-ryong (setembro de 1925 - janeiro de 1926)
- Yang Gi-tak (janeiro de 1926 - 29 de abril de 1926)
- Yi Dong-nyeong (29 de abril de 1926 - 3 de maio de 1926)
- Ahn Changho (3 de maio de 1926 - 16 de maio de 1926)
- Yi Dong-nyeong (16 de maio de 1926 - 7 de julho de 1926)
- Hong Jin (7 de julho de 1926 - 14 de dezembro de 1926)
- Kim Gu (14 de dezembro de 1926 - agosto de 1927)
- Yi Dong-nyeong (agosto de 1927 - 24 de junho de 1933)
- Song Byeong-jo (24 de junho de 1933 - outubro de 1933)
- Yi Dong-nyeong (outubro de 1933 - 13 de março de 1940) - Faleceu no cargo
- Kim Gu (1940 - março de 1947)
- Syngman Rhee (março de 1947 - 15 de agosto de 1948) - Tornou-se o primeiro presidente da Coreia do Sul, entre 24 de julho de 1948 até 26 de abril de 1960

## Galeria

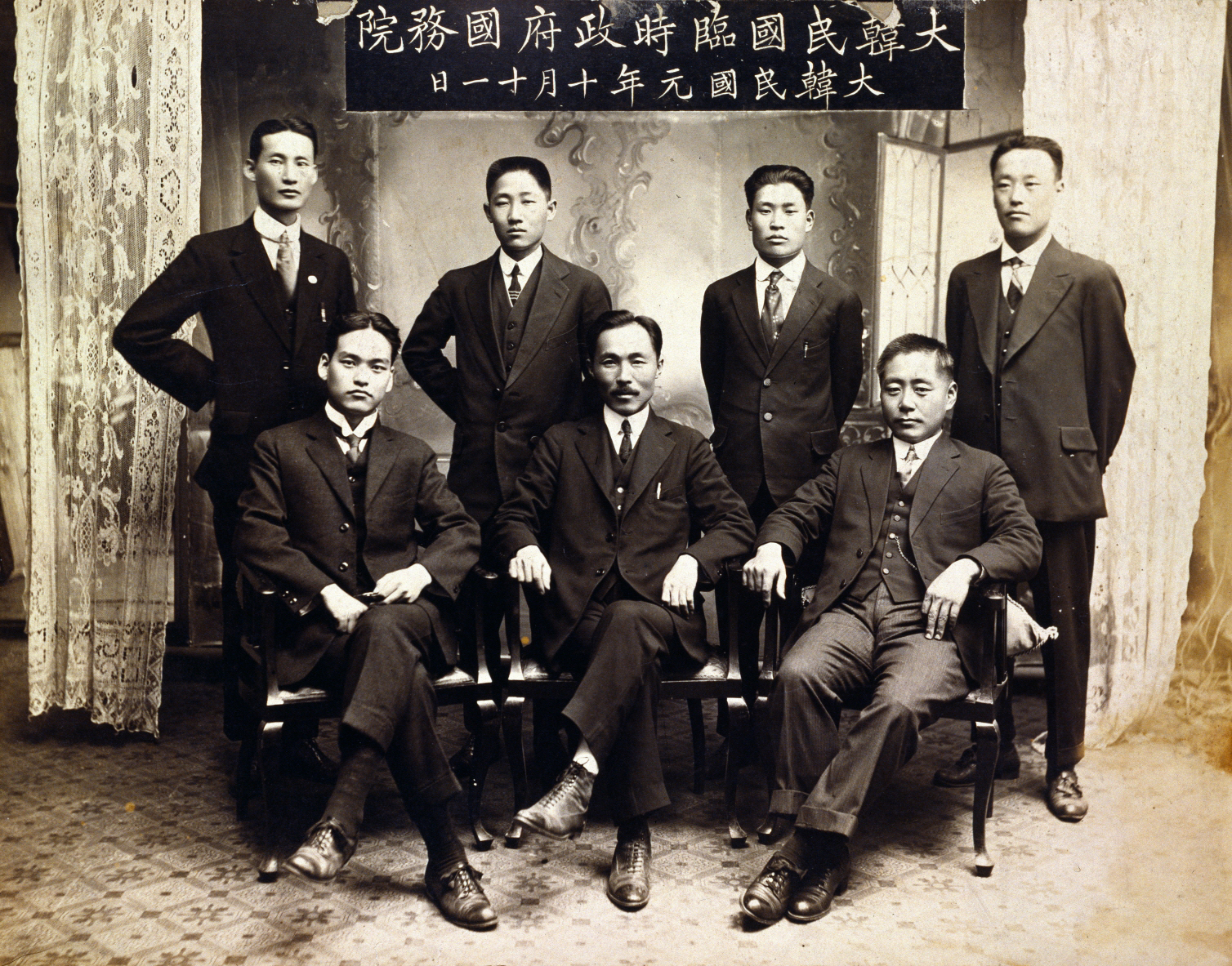
Foto do memorial do estabelecimento do Governo Provisório da República da Coreia, em 1919.
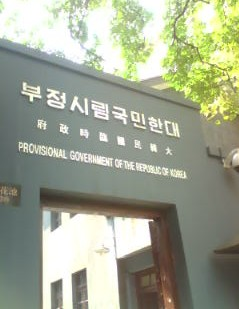
Foto do museu situado em Xunquim, China.
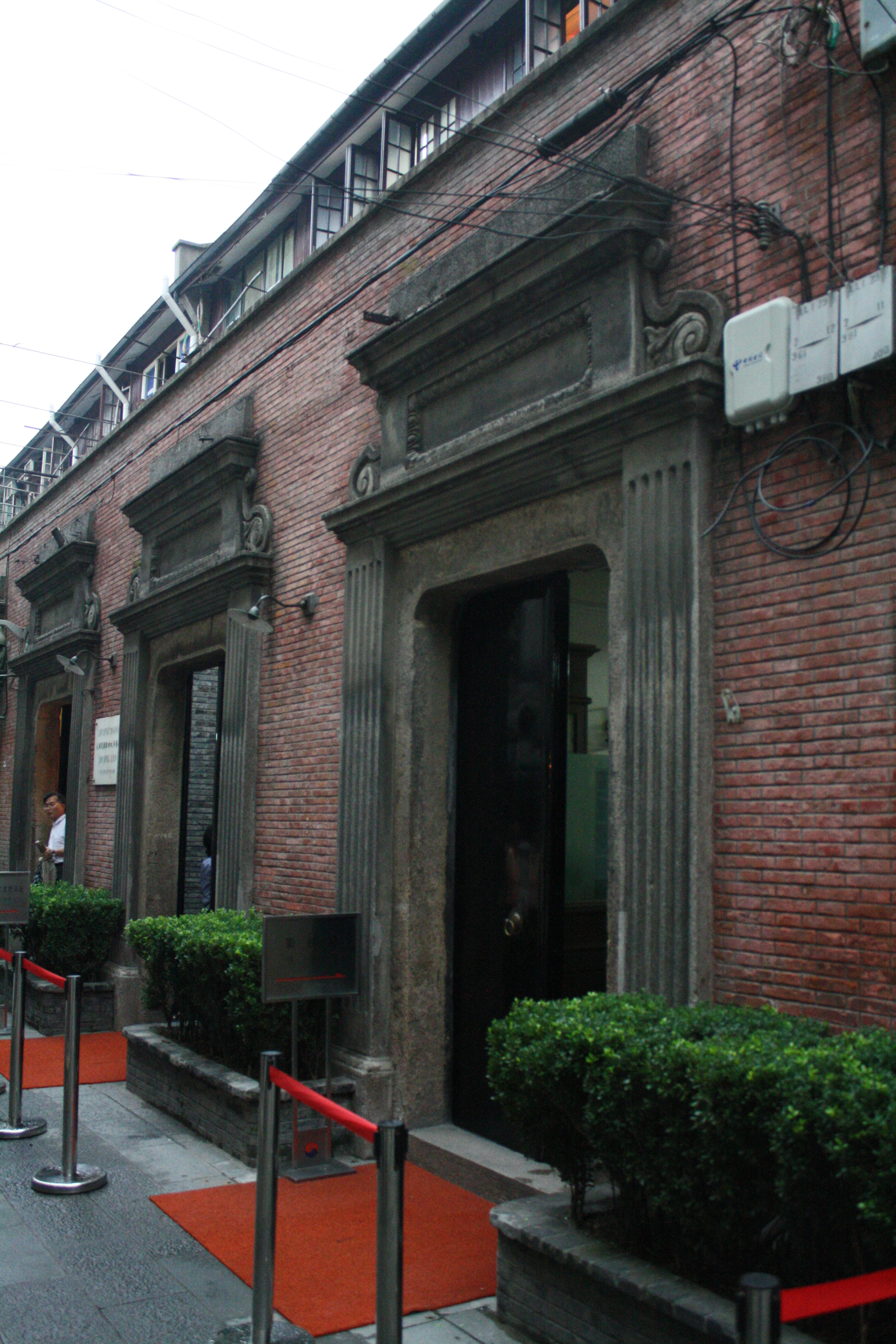
Propriedade do Governo Provisório da República da Coreia em Xangai.
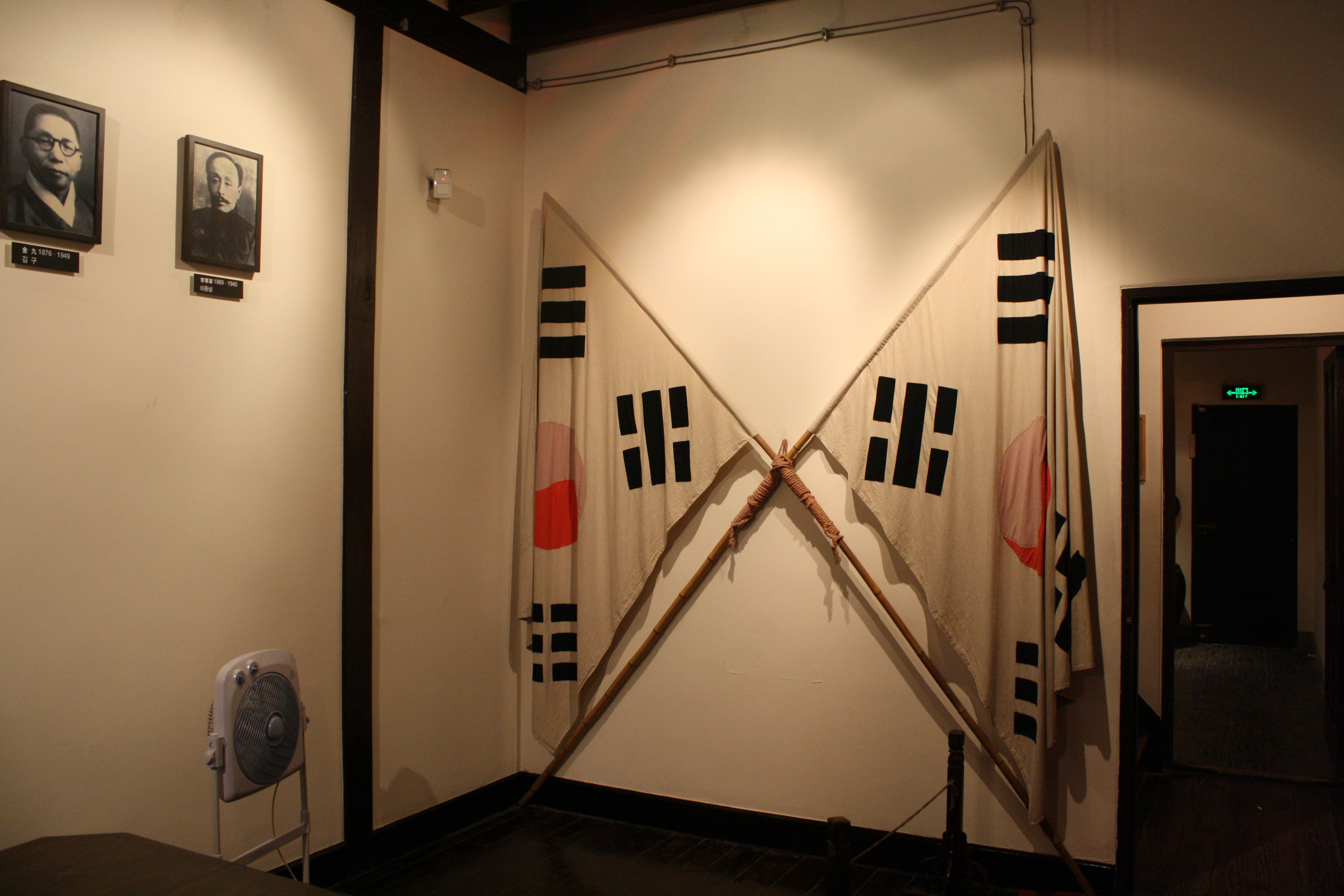
Bandeira da Coreia do Sul na propriedade do Governo Provisório em Xangai.
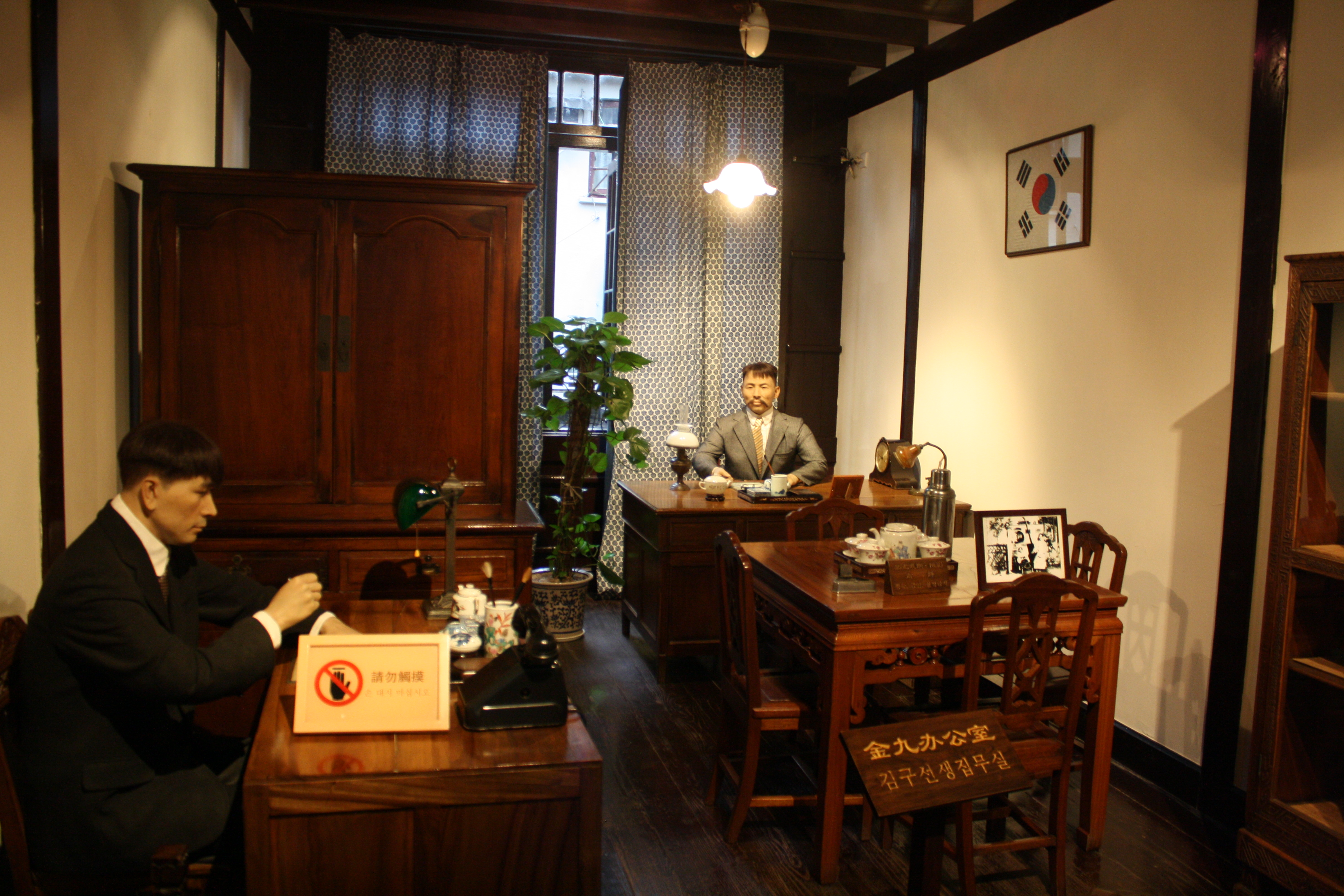
Escritório de Kim Gu no Governo Provisório da República da Coreia, em Xangai.